# Dalton Risner
Dalton William Risner (Branson, Misuri, 13 de julio de 1995) más conocido como Dalton Risner, es un jugador profesional estadounidense de fútbol americano que se desempeña en la posición de lineman en Minnesota Vikings, equipo de la National Football League (NFL).

## Carrera
Fue seleccionado en la segunda ronda en la Reunión Anual de Selección de Jugadores de la NFL de 2019. Hizo su debut profesional con el equipo Denver Broncos, en el cual jugó cuatro temporadas (2019-2023), luego pasó a Minnesota Vikings, donde lleva jugando una temporada.